# Bavaria Yachtbau
Die Bavaria Yachtbau GmbH betreibt die größte Sportboot-Werft für Segel- und Motorboote in Deutschland in Giebelstadt, Bayern. Auf einer Grundfläche der Werft von 200.000 m² mit einer überdachten Hallenfläche für die Produktion von 70.000 m² können jährlich bis zu 1200 Motor- und Segelboote gefertigt werden. Seit 2018 ist die Werft Teil des Berliner Finanzinvestors CMP Capital Management Partners.

## Unternehmensgeschichte
Das Unternehmen wurde 1978 vom Fensterfabrikanten Winfried Herrmann und dem Yachtcharter-Vermittler Josef Meltl gegründet. Im Jahr 2006 beschäftigte es 600 Mitarbeiter und produzierte rund 3500 Segel- und Motoryachten. Damit war die Bavaria Yachtbau eines der größten Yachtbauunternehmen Europas und die größte Serienwerft Deutschlands. Im Bereich Yachten von 30 bis 55 Fuß zählt das Unternehmen zu den drei Weltmarktführern.
Im Juni 2007 übernahm der US-Finanzinvestor Bain Capital das Unternehmen von den Gründern. Über den Kaufpreis wurden keine Angaben gemacht, laut Presseberichten lag er bei 1,1 bis 1,3 Milliarden Euro und wurde zu Lasten des Unternehmens weitgehend fremdfinanziert. Im Zuge der Wirtschaftskrise ging der Umsatz des Unternehmens in den Jahren 2008 und 2009 von über 250 Millionen Euro auf rund 90 Millionen Euro zurück. Bain Capital gab im Oktober 2009 nach einem Entschuldungsschnitt die Kontrolle an die US-Hedgefonds Anchorage Advisors und Oaktree Capital Management ab, die jeweils 45 Prozent der Anteile übernahmen.
Im Dezember 2010 wurde ein Vertrag zur Übernahme der italienischen Werft Cantiere del Pardo mit den beiden Marken Dufour und Grand Soleil unterzeichnet. Dies sollte zusätzliche Standbeine in Italien und Frankreich schaffen.
Trotz neuer Modelle war die Produktionskapazität zu diesem Zeitpunkt nur zu 30 Prozent ausgelastet, als Jahresziel wurde eine Fertigung von 1200 Booten angegeben. Angekündigt wurde auch, die zwei Jahre zuvor übernommene Marke Grand Soleil wieder zu verkaufen.
Im Juli 2014 übernahm Bavaria Yachtbau den französischen Katamaranhersteller Nautitech Catamarans. Damit erweiterte der heute zweitgrößte Hersteller der Welt für Segel- und Motoryachten Bavaria sein Produktportfolio von Einrumpf-Yachten auf den wachsenden Markt für Katamarane.
Am 20. April 2018 beantragte das Unternehmen die Insolvenz, wobei die Produktion zunächst im Rahmen einer vorläufigen Eigenverwaltung weiter geführt wurde.
Im Oktober 2018 übernahm Capital Management-Partners GmbH (CMP) offiziell als neuer Finanzinvestor Bavaria. Seit April 2018 hatte der Insolvenzverwalter einen neuen Investor für die Bavaria Yachtbau GmbH und Bavaria Catamarans Srl. (Rochefort / Frankreich) gesucht. Erst im letzten Moment vor dem endgültigen Aus für die Werft wurden Mitte September 2018 der Kaufvertrag mit CMP unterschrieben. Nach der Übernahme hat der Investor CMP den Sitz des Unternehmens nach Frankfurt am Main verlegt.
Im Januar 2021 wurde die Bavaria C42 zur Europäischen Yacht des Jahres gewählt. Die internationale Jury von Fachjournalisten lobten besonders den hohen Komfort und die perfekten Segeleigenschaften der Bavaria C42.
Marc Diening löste zum August 2021 Michael Müller als Geschäftsführer der Bavaria Holding und Yachtbau ab. Im Dezember 2023 kehrte Michael Müller als Geschäftsführer zu Bavaria zurück. Im Juli 2025 übernimmt der bisherige COO Norbert Leifeld die Geschäftsführung des Unternehmens. Norbert Leifeld ist seit 2023 bei Bavaria Yachts tätig und kennt die Branche aus langjähriger Erfahrung. Zusammen mit Thorsten Gatz (CFO) leitet er nun die Geschicke des Traditionsunternehmens.

## Modellprogramm
Das Modellprogramm umfasst sowohl Segelyachten, Motorboote als auch seit dem Jahr 2014 Katamarane. Die Katamarane werden unter dem Namen Nautitech in Rochfort/Frankreich produziert. Obwohl Bavaria Yachtbau als Segelboothersteller begonnen hat, sind heute auch die Motorboote verbreitet. Bavariayachten sind als typische Charteryachten im Segment der Mittelklasse und des kostengünstigen Bereitstellungspreises für Fahrtensegler verbreitet.

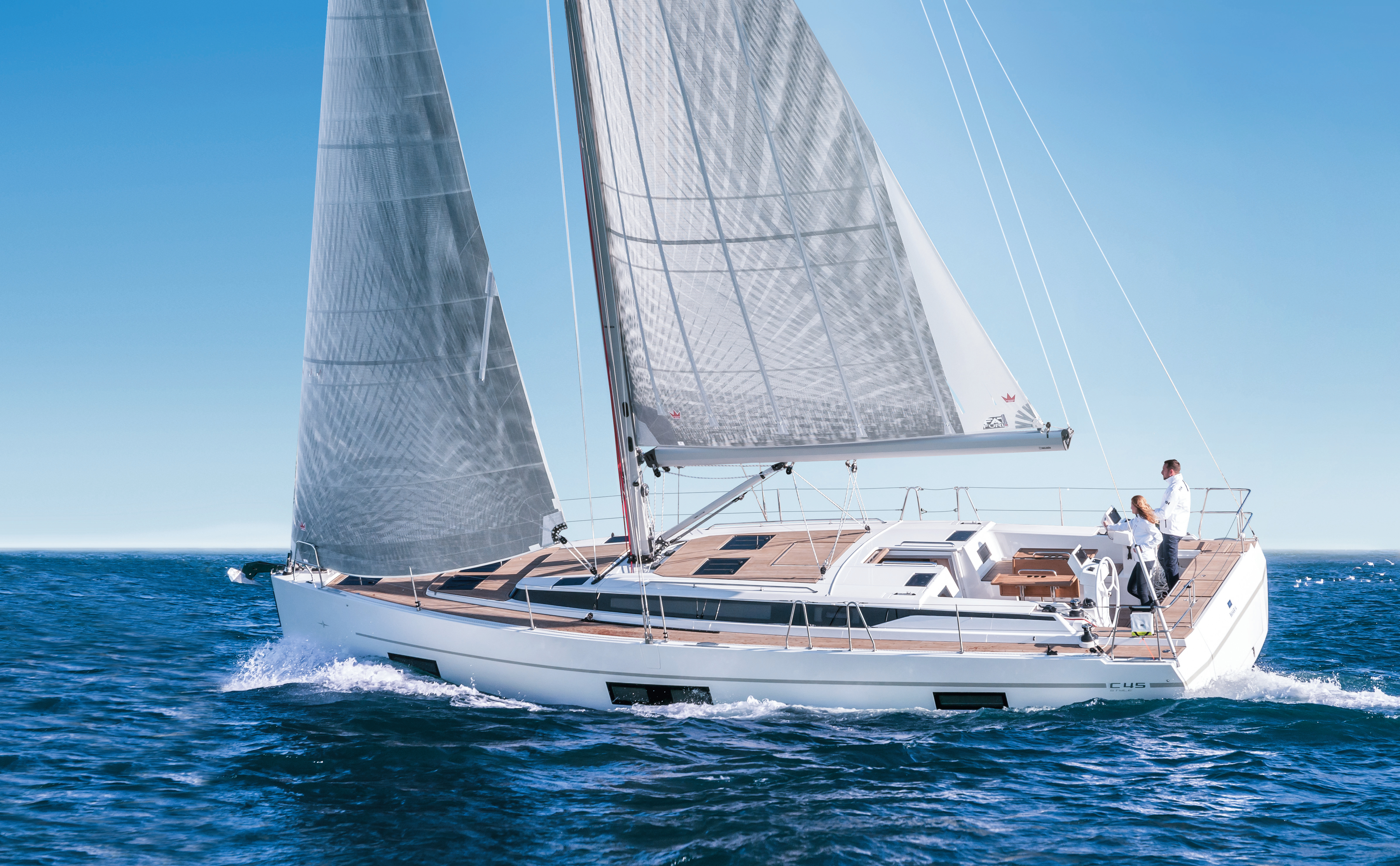
Bavaria C45
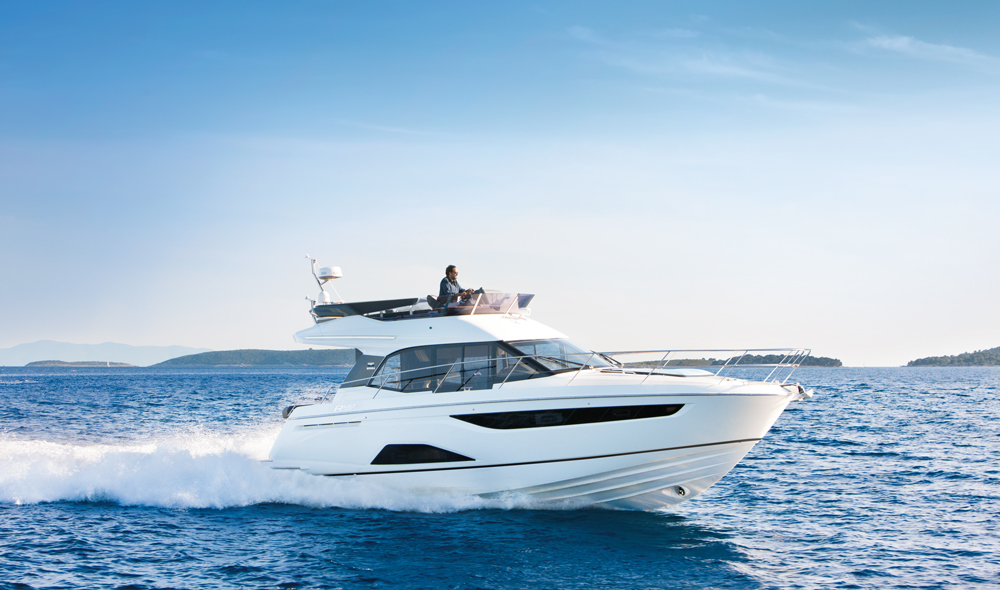
Bavaria R40 fly
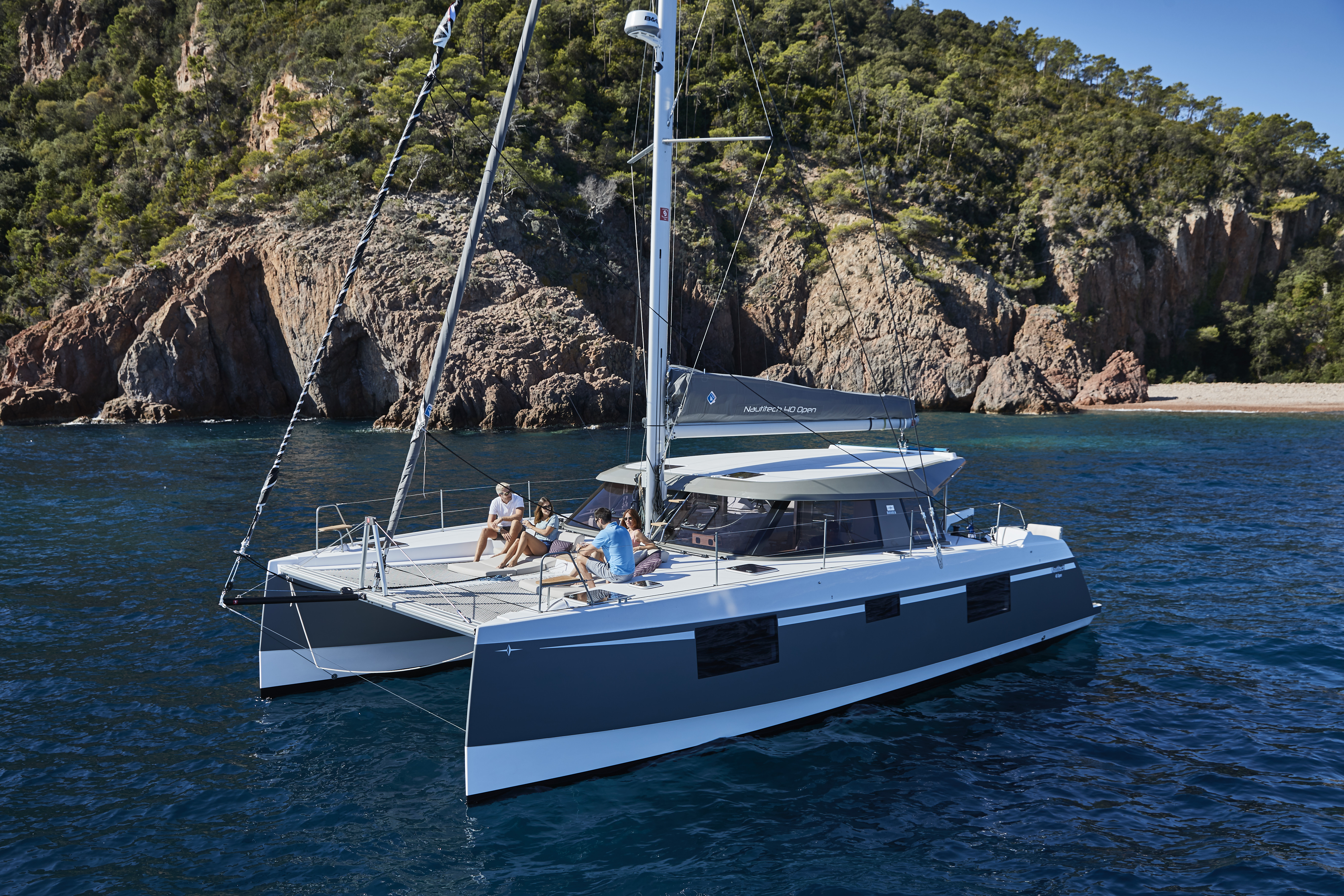
Bavaria Nautitech 40 open
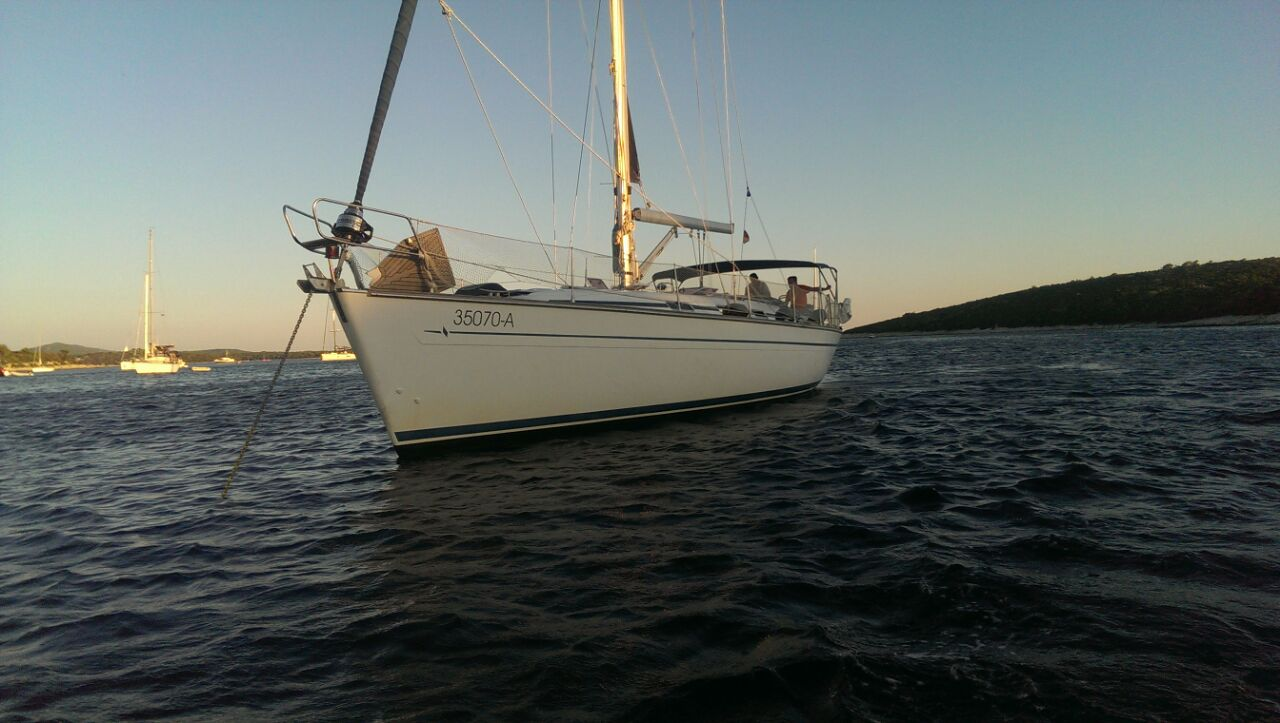
Bavaria 49

### Aktuelle Modelle
Designpartner der Bavaria sind oder waren Farr Yacht Design, die BMW-Tochter DesignworksUSA und Design Unlimited. Die Virtess 420, die erste Flybridge von Bavaria, wurde in Kooperation mit dem italienischen Designerteam Too Design entwickelt. Neben Segelyachten für Fahrtensegeln stellte Bavaria auch ein One Design Sportboot her, den Daysailer B/One.
| Modell             | Typ        | Rumpflänge |
| ------------------ | ---------- | ---------- |
| BAVARIA C38        | Segelyacht | 10,99 m    |
| BAVARIA C42        | Segelyacht | 11,99 m    |
| BAVARIA C46        | Segelyacht | 13,95 m    |
| BAVARIA C50        | Segelyacht | 14,99 m    |
| BAVARIA C57        | Segelyacht | 16,16 m    |
| Bavaria Cruiser 34 | Segelyacht | 9,75 m     |
| Bavaria Cruiser 37 | Segelyacht | 10,9 m     |
| Bavaria Cruiser 46 | Segelyacht | 13,6 m     |
| Bavaria Vision 42  | Segelyacht | 12,5 m     |
| R40                | Motorboot  | 11,57 m    |
| SR33               | Motorboot  | 10,89 m    |
| SR36               | Motorboot  | 10,87 m    |
| SR41               | Motorboot  | 11,86 m    |
| S29                | Motorboot  | 8,50 m     |
| S30                | Motorboot  | 8,50 m     |
| S33                | Motorboot  | 9,61 m     |
| S45                | Motorboot  | 13,22 m    |
| Vida 33            | Motorboot  | 9,93 m     |
| Virtess 420        | Motorboot  | 11,95 m    |
| Virtess 420 Coupe  | Motorboot  | 13,6 m     |

## Kielverlust einer Bavaria Match 42
Im Jahr 2005 verlor eine Bavaria Match 42 in der Adria den Kiel. Dabei kam eine Person ums Leben. Über die technische Ursache des Unfalls herrscht bis heute Unklarheit. Bavaria Yachtbau ging gegen Teile der Berichterstattung über den Vorfall im Magazin Der Spiegel und in der Fachzeitschrift Yacht gerichtlich vor. Die entsprechenden Verfahren konnte die Werft aber nur zum Teil für sich entscheiden. Zusätzlich wurde die Zeitschrift Yacht mit einem Anzeigenboykott der Werft belegt.
Im Nachgang wurde bei Schiffen des gleichen Typs auf Initiative und Kosten der Werft die Konstruktion der Kielaufhängung verstärkt.